# Octacnemus kottae
Octacnemus kottae är en sjöpungsart som beskrevs av Sanamyan, K.E. och N.P. Sanamyan 2002 . Octacnemus kottae ingår i släktet Octacnemus och familjen Octacnemidae.
Artens utbredningsområde är Södra Ishavet. Inga underarter finns listade i Catalogue of Life.